# Nida (dopływ Wisły)
Nida – rzeka w południowej Polsce, lewy dopływ górnej Wisły o długości 151 km (z Białą Nidą). Dorzecze zajmuje 3862 km².
Nida powstaje z połączenia Białej i Czarnej Nidy w Żernikach k. Chęcin. Jest typową rzeką nizinną o niskim spadku. Ma szeroką terasę zalewową pokrytą łąkami. W najwęższym miejscu koryto Nidy ma szerokość 6 m, najszersze jest w okolicach Motkowic – 79 m. Głębokość waha się od 0,4 do 2,6 m. Jest jedną z najcieplejszych polskich rzek. Temperatura wody w lecie dochodzi do 27 °C.

## Główne dopływy
- P Brzeźnica
- P Mierzawa
- L Maskalis

## Ważniejsze miejscowości nad Nidą
- Sobków
- Pińczów
- Chroberz
- Wiślica
- Nowy Korczyn

## Galeria

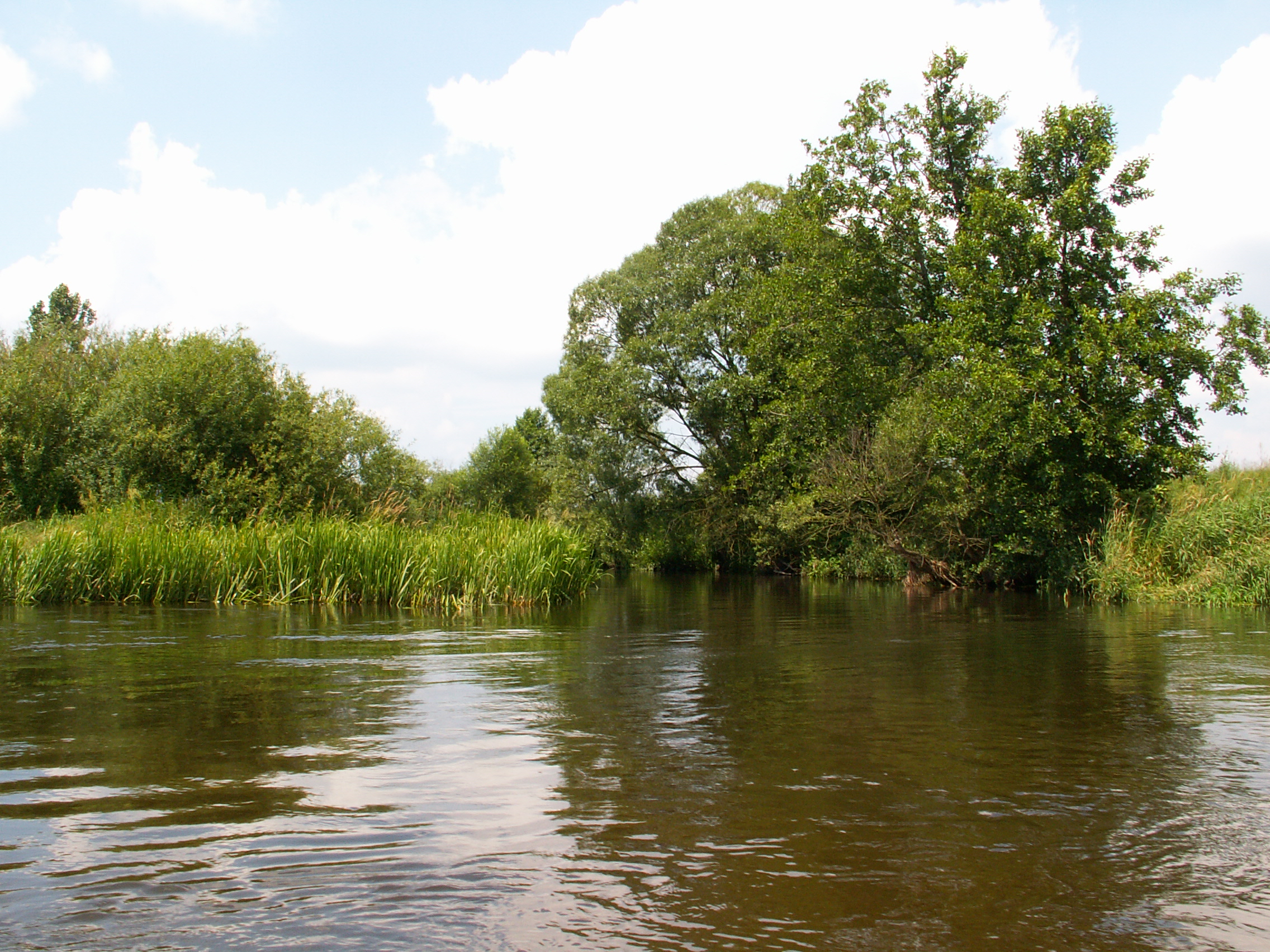
Początek Nidy – połączenie Czarnej i Białej Nidy
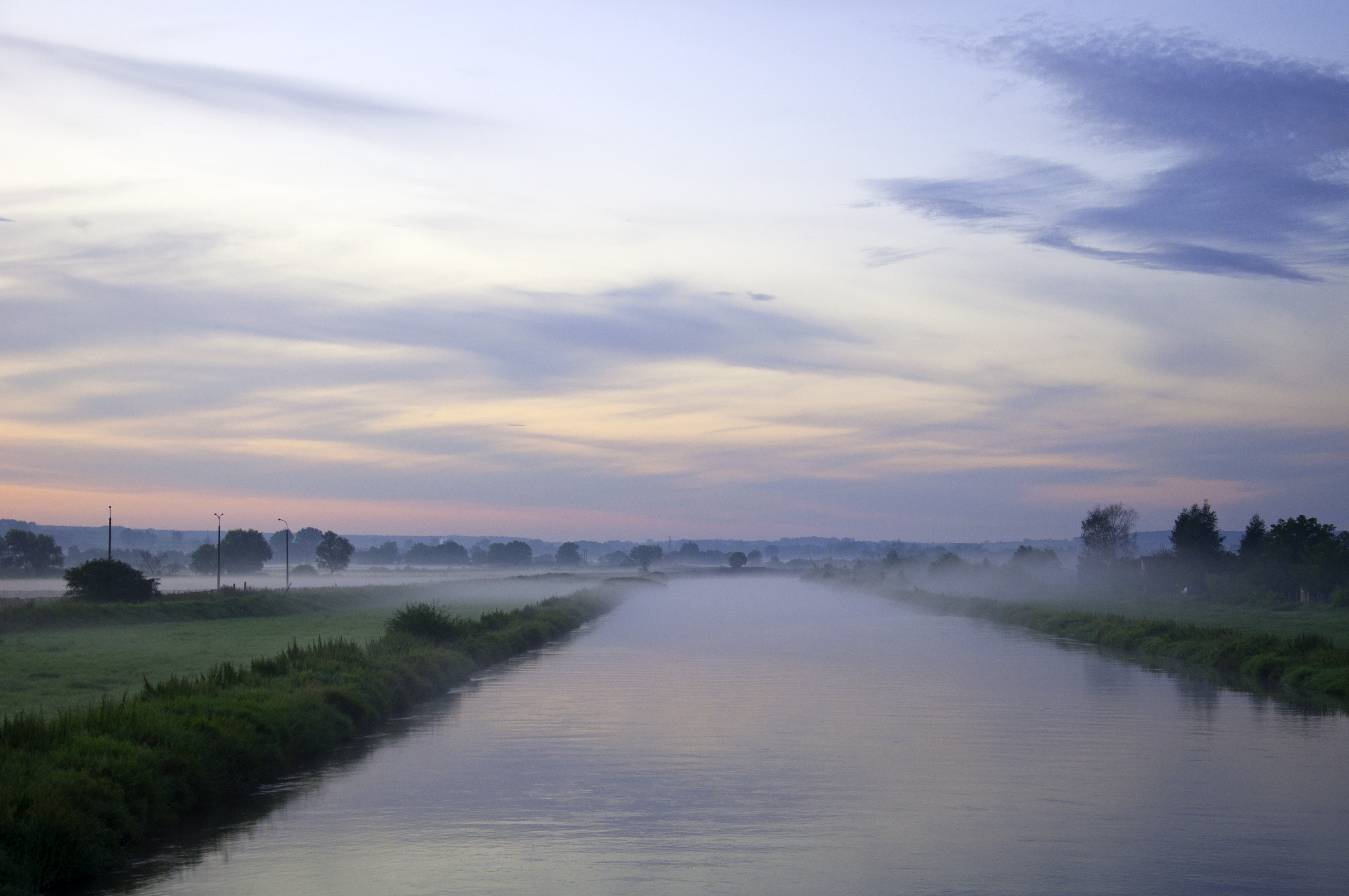
Nida w Pińczowie
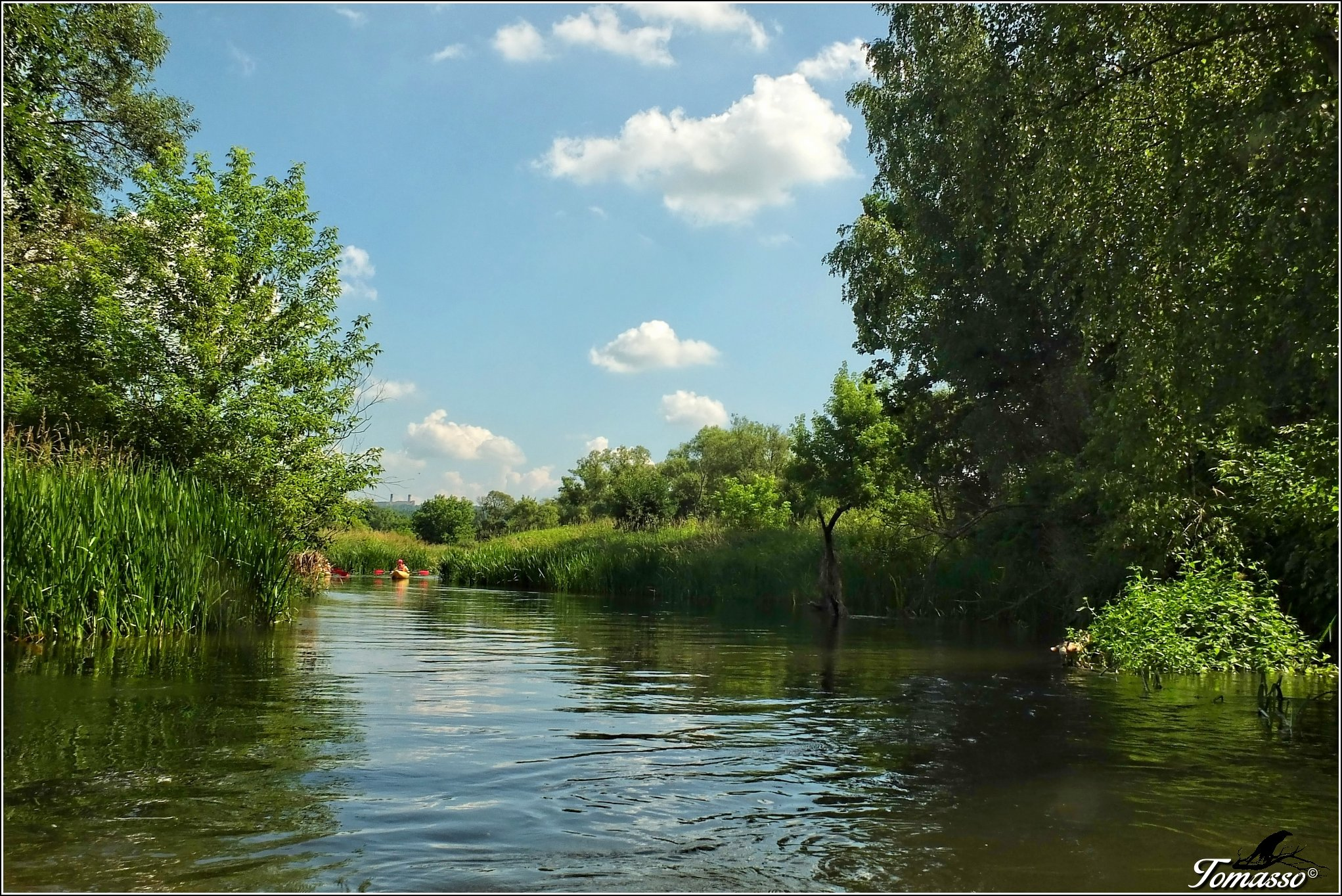
Zamek w Chęcinach od strony Nidy
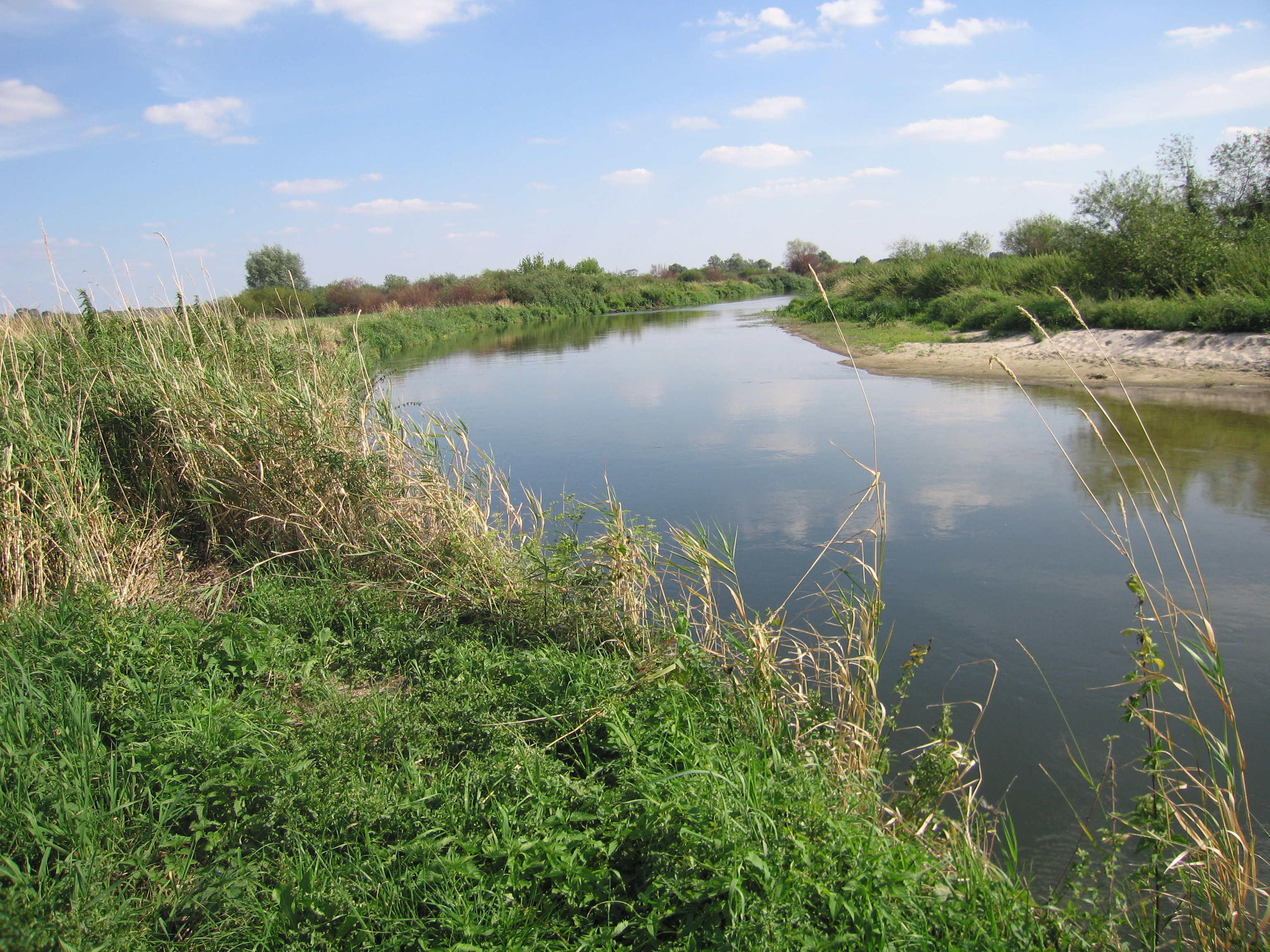
Środkowy bieg rzeki

## Źródła
- Rzeka ta powstaje z połączenia Białej i Czarnej Nidy w miejscowości Brzegi k. Chęcin. Przepływa m.in. przez Motkowice, Pińczów i Wiślicę.